# La città minata
La città minata (The Big Caper) è un film del 1957 diretto da Robert Stevens.
È un film d'azione a sfondo drammatico statunitense con Rory Calhoun, Mary Costa e James Gregory. È basato sul romanzo del 1955 The Big Caper di Lionel White.

## Trama
Due gangster organizzano nei minimi particolari una rapina alla banca cittadina, ma durante il periodo di preparazione uno dei due si innamora, ricambiato, della ragazza dell'altro. I due amanti tentano di boicottare l'impresa che finisce in una carneficina. Il delinquente pentito si costituisce alla polizia.

## Produzione
Il film, diretto da Robert Stevens su una sceneggiatura di Martin Berkeley con il soggetto di Lionel White (autore del romanzo), fu prodotto da Howard Pine e William C. Thomas per la Pine-Thomas Productions.

## Distribuzione
Il film fu distribuito con il titolo The Big Caper negli Stati Uniti dal 28 marzo 1959 (première a New York) al cinema dalla United Artists.
Altre distribuzioni:
- in Svezia il 31 marzo 1959 (Den stora kuppen)
- in Grecia (I symmoria ton trion)
- in Spagna (La gran jugada)
- in Italia (La città minata)